# Allée Colette
L'allée Colette est une voie du 1er arrondissement de Paris, en France.

## Situation et accès
L'allée se trouve dans le jardin du Palais-Royal.
Le site est desservi par les lignes 1 et 7, à la station Palais-Royal - Musée du Louvre.

## Origine du nom

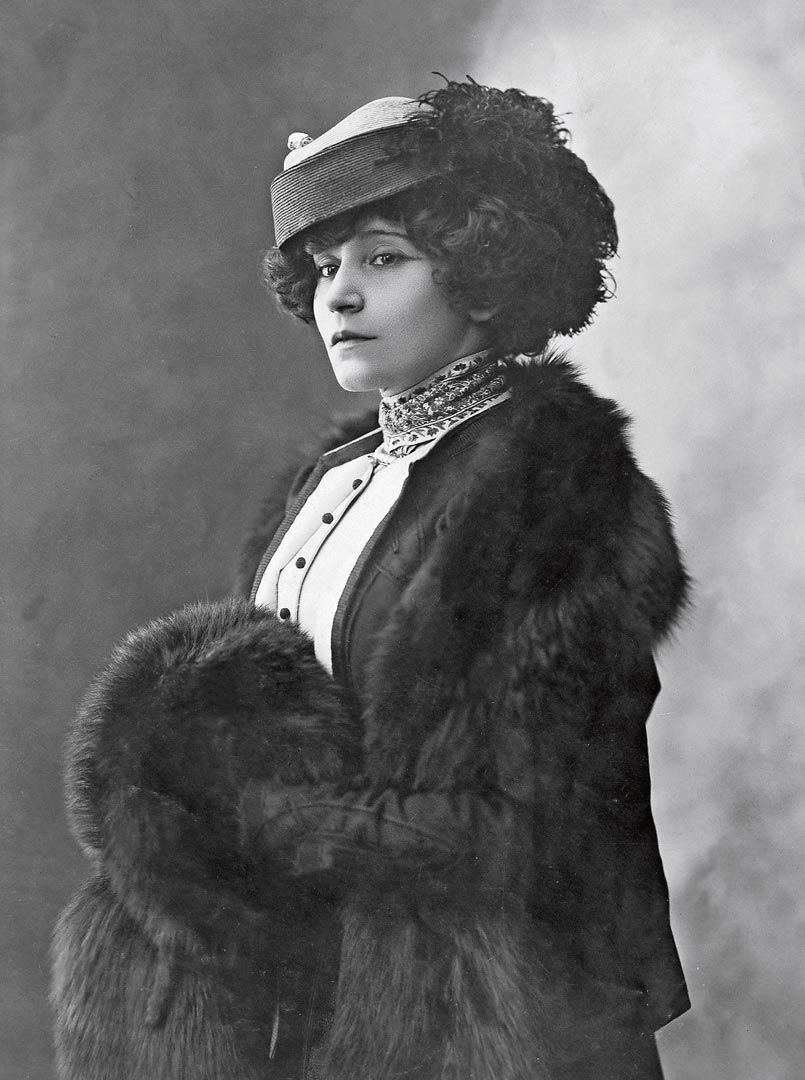
Colette vers 1910.

Elle rend hommage à la romancière Colette (1873-1954), qui a habité le Palais-Royal de 1927 à 1929 puis de 1938 à 1954.

## Historique
L’allée est inaugurée en 2019. 